# Parlamentsvalet i Storbritannien 1900
Parlamentsvalet i Storbritannien 1900 hölls från 25 september till 24 oktober 1900.  Det kallas också "khakivalet" (the Khaki Election), det första av flera val med detta öknamn, eftersom det hölls medan brittiska trupper for hem från andra boerkriget. Det konservativa partiet, under ledning av Lord Salisbury, uppnådde en stor majoritet, trots att de endast fick något fler röster än Henry Campbell-Bannermans liberaler. En viktig orsak till detta var att de konservativa vann i 163 valkretsar utan motkandidater. Labour Representation Committee, det som senare skulle bli Labour Party, deltog för första gången i ett parlamentsval.
| Parti                                       | Röster    | Platser | Förändring | Andel av rösterna (%) |
| Conservative Party & Liberal Unionist Party | 1 637 683 | 402     | - 9        | 50,3                  |
| Liberal Party                               | 1 469 500 | 183     | - 6        | 45,0                  |
| Irländska nationalister                     | 77 640    | 82      |            | 2,6                   |
| Labour                                      | 41 900    | 2       |            | 1,3                   |
| Oberoende konservativa                      | 13 713    | 0       |            | 0,4                   |
| Oberoende liberaler                         | 6 423     | 1       | + 1        | 0,2                   |
| Oberoende                                   | 4 800     | 0       |            | 0,2                   |
| Oberoende nationalister                     | 3 642     | 1       | + 1        | 0,1                   |
| Scottish Workers' Representation Committee  | 3 107     | 0       |            | 0,1                   |
| Oberoende liberal unionist                  | 1 855     | 0       |            | 0,1                   |

Totalt antal avlagda röster: 3 262 696.  Alla partier med mer än 1 000 röster visade.